# Calophlebia
Calophlebia es un género de libélulas de la familia Libellulidae. 
Las especies incluidas en el género son:
- Calophlebia interposita Ris, 1909
- Calophlebia karschi Selys, 1896